# Amonijev fosfatid
Amonijev fosfatid (E 442) je emulgator.
Proizvodi se sintetičkim putem ili od mješavine djelomično stvrdnutog repičinog ulja i glicerola (E222). Hranjiv je i neotrovan. Koristi se obično kao emulgator jer omogućava bolje miješanje ulja, masti i vode, a i ujedno kao stabilizator, da bi se spriječilo njihovo razdvajanje. U ograničenim količinama, koristi se i kao antioksidans. 
Najviše se koristi u čokoladnoj industriji (čokolada i drugi proizvodi s kakaom).